# Sovramonte
Sovramonte ist eine Gemeinde mit 1326 Einwohnern (Stand 31. Dezember 2023) in der Provinz Belluno in Italien.
Die Gemeinde liegt 48 km westlich von Belluno. Die Nachbargemeinden sind Canal San Bovo (TN), Feltre, Fonzaso, Imer (TN), Lamon, Mezzano (TN) und Pedavena.
Sovramonte gehört zu der Union der Berggemeinden um Feltre (Comunità montana Feltrina). Große Teile des Gemeindegebiets gehören außerdem zum Nationalpark Bellunesischer Dolomiten. Die Gemeinde konstituiert sich aus dem Zusammenschluss der Orte Aune, Croce d’Aune, Faller, Gorna Moline, Salzen, Servo, Sorriva und Zorzoi. Der Sitz der Gemeindeverwaltung ist in Servo.
2006 wurde ein Referendum über den Übertritt der Gemeinde von der Provinz Belluno und der Region Venetien zur Autonome Provinz Trient und somit zur Autonomen Region Trentino-Südtirol durchgeführt. 95 % der Bevölkerung stimmte für den Übertritt.
Der Jäger des Val Rosna (italienisch Cacciatore della Val Rosna) ist das Fossil eines anatomisch modernen Menschen (Homo sapiens), das 1987 von Aldo Villabruna im Abri Villabruna in Sovramonte entdeckt wurde.